# بارانتزاته
بارانتزاته (به ایتالیایی: Baranzate) یک کومونه در ایتالیا است که در استان میلان واقع شده‌است.

## خصوصیات
بارانتزاته ۲٫۸ کیلومترمربع مساحت و ۱۱٬۲۲۷ نفر جمعیت دارد.